# Igor Vladimirovich Denisov
Igor Vladimirovich Denisov (sinh ngày 17 tháng 5 năm 1984 ở Leningrad, hiện là Saint Petersburg) là một tiền vệ người Nga. Hiện anh đang đầu quân cho Zenit St.Petersburg và là thành viên đội tuyển Nga nhưng anh không được triệu tập để tham dự Euro 2008.
Denisov là thành viên của Zenit vô địch cúp UEFA 2008, ghi bàn mở tỉ số trong trận chung kết thắng 2-0 trước Rangers F.C..

## Thống kê sự nghiệp

### Câu lạc bộ
Tính đến ngày 8 tháng 8 năm 2013
| Câu lạc bộ          | Mùa giải            | Giải ngoại hạng Nga | Giải ngoại hạng Nga | Giải ngoại hạng Nga | Cúp quốc gia  | Cúp quốc gia | Cúp quốc gia   | Châu Âu       | Châu Âu      | Châu Âu        | Khác          | Khác         | Khác           | Tổng cộng     | Tổng cộng    | Tổng cộng      |
| Câu lạc bộ          | Mùa giải            | Số lần ra sân       | Số bàn thắng        | Đường kiến tạo      | Số lần ra sân | Số bàn thắng | Đường kiến tạo | Số lần ra sân | Số bàn thắng | Đường kiến tạo | Số lần ra sân | Số bàn thắng | Đường kiến tạo | Số lần ra sân | Số bàn thắng | Đường kiến tạo |
| ------------------- | ------------------- | ------------------- | ------------------- | ------------------- | ------------- | ------------ | -------------- | ------------- | ------------ | -------------- | ------------- | ------------ | -------------- | ------------- | ------------ | -------------- |
| Zenit               | 2002                | 1                   | 0                   | 0                   | 0             | 0            | 0              | 0             | 0            | 0              | —             | —            | —              | 1             | 0            | 0              |
| Zenit               | 2003                | 19                  | 2                   | 3                   | 2             | 1            | 0              | —             | —            | —              | 2             | 0            | 0              | 23            | 3            | 3              |
| Zenit               | 2004                | 20                  | 6                   | 2                   | 0             | 0            | 0              | 7             | 1            | 0              | —             | —            | —              | 27            | 7            | 2              |
| Zenit               | 2005                | 20                  | 5                   | 2                   | 5             | 0            | 0              | 7             | 0            | 2              | —             | —            | —              | 32            | 5            | 4              |
| Zenit               | 2006                | 25                  | 4                   | 1                   | 6             | 0            | 0              | 5             | 1            | 0              | —             | —            | —              | 36            | 5            | 1              |
| Zenit               | 2007                | 25                  | 3                   | 0                   | 4             | 0            | 0              | 3             | 0            | 1              | —             | —            | —              | 32            | 3            | 1              |
| Zenit               | 2008                | 29                  | 1                   | 4                   | 0             | 0            | 0              | 14            | 2            | 2              | 1             | 0            | 0              | 44            | 3            | 6              |
| Zenit               | 2009                | 28                  | 1                   | 3                   | 2             | 0            | 0              | 4             | 0            | 1              | —             | —            | —              | 34            | 1            | 4              |
| Zenit               | 2010                | 24                  | 0                   | 1                   | 3             | 0            | 0              | 8             | 1            | 1              | —             | —            | —              | 35            | 1            | 2              |
| Zenit               | 2011–12             | 40                  | 1                   | 7                   | 4             | 0            | 0              | 12            | 0            | 1              | 1             | 0            | 0              | 57            | 1            | 8              |
| Zenit               | 2012–13             | 23                  | 0                   | 3                   | 2             | 0            | 0              | 8             | 0            | 0              | 1             | 0            | 0              | 34            | 0            | 3              |
| Anzhi Makhachkala   | 2013–14             | 3                   | 0                   | 0                   | 0             | 0            | 0              | 0             | 0            | 0              | 0             | 0            | 0              | 3             | 0            | 0              |
| Tổng cộng sự nghiệp | Tổng cộng sự nghiệp | 257                 | 23                  | 26                  | 28            | 1            | 0              | 68            | 5            | 8              | 5             | 0            | 0              | 358           | 29           | 34             |

## Danh hiệu
- Russian Premier League: 1

2007
- Siêu cúp Nga: 1

2008
- UEFA Cup: 1

2008
- UEFA Super Cup: 1

2008

## Thi đấu quốc tế
Denisov là cựu đội trưởng đội U21 Nga. Denisov có trận ra mắt trong màu áo đội tuyển Nga vào ngay 11 tháng 10 năm 2008 ở vòng loại World Cup 2010 gặp đội tuyển Đức.